# Freital-Hainsberg
Freital-Hainsberg (niem: Bahnhof Freital-Hainsberg) – stacja kolejowa w Freital, w kraju związkowym Saksonia, w Niemczech. Znajduje się na linii Dresden – Werdau w dzielnicy Hainsberg. Obecnie jest jednym z przystanków systemu S-Bahn w Dreźnie obsługiwanym przez pociągi linii S3. Według DB Station&Service ma kategorię 5.

## Linie kolejowe
- Linia Dresden – Werdau
- Linia Freital-Hainsberg – Kurort Kipsdorf
- Linia Potschappel-Hainsberger Verbindungsbahn